# Duff Beer (The Simpsons)

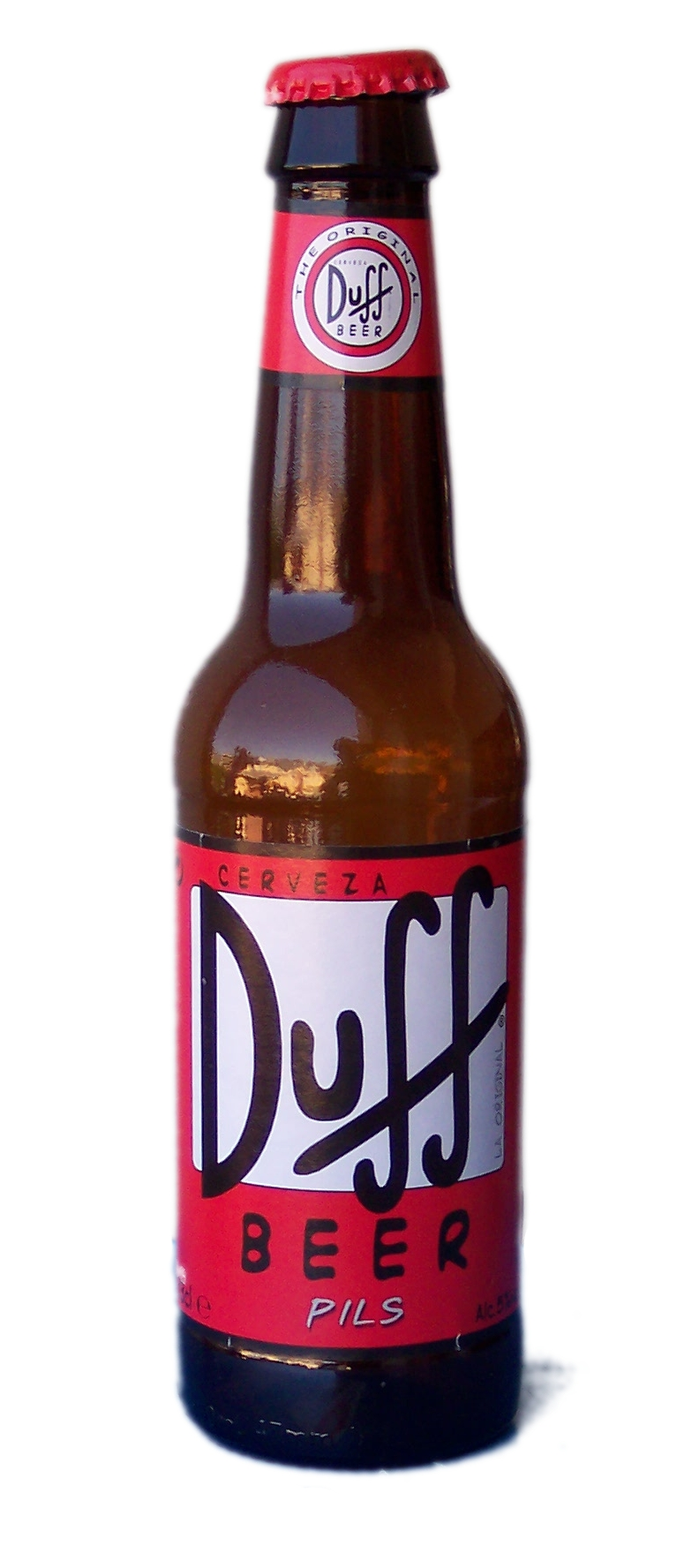
Een flesje Duff Beer.

Duff Beer is een fictief biermerk uit de animatieserie The Simpsons. Het is het favoriete bier van Homer Simpson.
Duff Beer is een parodie op het stereotiepe Amerikaanse massaproductiebier: slechte kwaliteit, goedkoop, en er wordt overal reclame voor gemaakt. Het gezicht van Duff Beer is Duffman.
De bedenkers van de serie lijken het Duff Beer label te hebben gemaakt voor de aflevering "Some Enchanted Evening". Daarin staat de tekst "MAKE UP BEER LABEL DR?" op pagina 16 van het script.

## Overeenkomsten met Budweiser
Duff wordt vaak vergeleken met Budweiser.
- Budweiser heeft een animatiewoordvoerder genaamd "Budman".[2]
- Budweiser gebruikt een echte hond genaamd Spuds McKenzie als een mascotte om Bud Light te promoten. In de aflevering "Old Yeller Belly" wordt Simpsons hond Santa's Little Helper de mascotte van Duff Beer onder de naam Suds McDuff.
- Net als Duff heeft het Budweiserlogo rode diagonale gebieden boven de naam van het product.
- Duff is de sponsor van een honkbalstadion en een amusementpark, wat aansluit op het feit dat Anheuser-Busch het Busch Stadium in St. Louis en Busch Gardens sponsort.
- Howard K. Duff VIII is president van Duff Beer. De huidige president van Anheuser-Busch is August A. Busch IV.

## Duff-merken en waarin ze voorkomen
- Duffenbrau - Mayored to the Mob
- Cloudy D fruit juice - The Homer Book
- Crystal Duff - Various Episodes
- Duff Blue (slogan: "Tap into the peppermint glacier") - Old Yeller Belly
- Duff Dark - Duffless
- Duff Dry - Duffless
- Duff Gummi Beers - Duffless
- Duff Ice - The Simpsons Hit & Run
- Duff Lite - Duffless
- Duff Stout ("Het bier dat Ierland beroemd maakte," volgens Duffman) - The Great Louse Detective
- Duff Zero non-alcoholic beer - Homer vs. the Eighteenth Amendment
- Henry K. Duff's Private Reserve - Burns Verkaufen der Kraftwerk, Sunday, Cruddy Sunday
- Lady Duff - Duffless
- Raspberry Duff - Duffless
- Tartar Control Duff - Duffless
- Duff, Extra Cold - The City of New York vs. Homer Simpson
- Future Duff Beer - Bart to the Future
- Alcohol-Free Duff $6 - Sideshow Bob's Last Gleaming
- Skittlebrau (niet een echt merk) - Bart Star

Sommige van deze merken zijn parodieën op echte biermerken.

## Duff Gardens
In de aflevering getiteld "Selma's Choice" gaan Bart en Lisa Simpson met hun tante Selma naar Duff Gardens, een parodie op de Busch Gardens. Dit is een attractiepark gevuld met op bier gebaseerde attracties.

## Echt Duff-bier
Eind jaren 90 produceerde brouwerij Lion Nathan in Australië een bier genaamd Duff Beer. 20th Century Fox spande een proces aan tegen de brouwerij. Het product moest uit de handel worden genomen, en werd daarna een collectorsitem.
Daleside Brewery in Engeland maakte een bier onder de naam Duff.
Ook in 2011 werd een bier genaamd Duff Beer geproduceerd.
Momenteel (2019) wordt er door Duff beverage GmbH een Duff beer geproduceerd.
Homer Simpson · Marge Simpson · Bart Simpson · Lisa Simpson · Maggie Simpson · Abraham Simpson · Patty en Selma Bouvier · Jacqueline Bouvier · Mona Simpson · Santa's Little Helper · Snowball II · Familie Bouvier
Jasper Beardley · Comic Book Guy · Eddie en Lou · Maude Flanders · Ned Flanders · Professor Frink · Barney Gumble · Julius Hibbert · Lionel Hutz · Eerwaarde Lovejoy · Kapitein Horatio McCallister · Hans Moleman · Bleeding Gums Murphy · Apu Nahasapeemapetilon · Mayor Joe Quimby · Dr. Nick Riviera · Agnes Skinner · Cletus Spuckler · Squeaky Voiced Teen · Disco Stu · Moe Szyslak · Kirk Van Houten · Luann Van Houten · Chief Clancy Wiggum
Gary Chalmers · Rod en Todd Flanders · Jimbo Jones · Kearney · Edna Krabappel · Otto Mann · Nelson Muntz · Martin Prince · Seymour Skinner · Milhouse Van Houten · Ralph Wiggum · Groundskeeper Willie · andere studenten
Montgomery Burns · Carl Carlson · Lenny Leonard · Waylon Smithers
Itchy en Scratchy · Kent Brockman · Krusty de Clown · Troy McClure · Rainier Wolfcastle · Radioactive Man
Snake · Kang & Kodos · Sideshow Bob · Fat Tony
Treehouse of Horror
Bart vs. the World · Bart Simpson's Escape from Camp Deadly · The Simpsons Arcadespel · Bart vs. the Space Mutants · Bart's House of Weirdness ·Bart vs. The Juggernauts · Krusty's Fun House · Bartman Meets Radioactive Man · Bart's Nightmare · The Itchy and Scratchy Game · Virtual Bart · Bart and the Beanstalk · Itchy & Scratchy in Miniature Golf Madness · Cartoon Studio · Virtual Springfield · Night of the Living Treehouse of Horror · Bowling · Wrestling · Road Rage · Skateboarding · Hit & Run · The Simpsons Game · The Simpsons: Tapped Out
The Simpsons · The Simpsons Pinball Party
Strips: Simpsons Comics · Bart Simpson serie · Itchy & Scratchy Comics · Bart Simpson's Treehouse of Horror · Futurama/Simpsons Infinitely Secret Crossover Crisis
Tijdschrift: Simpsons Illustrated
Boeken: Bart Simpson's Guide to Life · Family Album · Library of Wisdom · Complete Guides · Planet Simpson · The Simpsons and Philosophy
Actiefiguurtjes: World of Springfield
The Simpsons Movie
Bankgrap ·
Canyonero · 
D'oh! · 
Duff Beer · 
Schoolbordgrap · 